# Hacıarslanlar, Edremit
Hacıarslanlar là một xã thuộc huyện Edremit, tỉnh Balıkesir, Thổ Nhĩ Kỳ. Dân số thời điểm năm 2010 là 384 người.